# Scaridium longicaudum
Scaridium longicaudum is een raderdiertjessoort uit de familie Scaridiidae. De wetenschappelijke naam van deze soort is voor het eerst geldig gepubliceerd in 1786 door Müller.